# Tortula crawfordii
Tortula crawfordii är en bladmossart som beskrevs av Watts in Watts och Whitelegge 1902. Tortula crawfordii ingår i släktet tussmossor, och familjen Pottiaceae. Inga underarter finns listade i Catalogue of Life.